# Mon chien et moi
Pour les articles homonymes, voir Banjo (homonymie).
Pour plus de détails, voir Fiche technique et Distribution.
Mon chien et moi (Banjo) est un film américain en noir et blanc réalisé par Richard Fleischer, sorti en 1947.

## Synopsis
Pat, une orpheline de neuf ans, part vivre à Boston chez sa jeune et riche tante Elizabeth, qui ne lui permet pas de garder le petit chien Banjo avec elle. L'animal se blesse et Pat le fait soigner par le docteur Hartley, un jeune médecin qui est aussi l'ex-petit ami de sa tante. Avec l'aide du chien, la réconciliation se fera.

## Fiche technique
- Titre original : Banjo
- Titre français : Mon chien et moi
- Réalisation : Richard Fleischer
- Scénario : Lillie Hayward
- Photographie : George E. Diskant
- Montage : Les Millbrook
- Musique : Alexander Laszlo
- Producteur : Lillie Hayward
- Société de production et de distribution : RKO Radio Pictures
- Pays d'origine : États-Unis
- Format : noir et blanc - 1,37:1 - son : Mono (Western Electric Sound System)
- Genre : drame familial
- Durée : 68 min
- Dates de sortie :
  - États-Unis : 15 mai 1947
  - France : 24 mars 1949

## Distribution
- Sharyn Moffett : Pat Warren
- Jacqueline White : Elizabeth Ames
- Walter Reed : Dr Robert M. 'Bob' Hartley
- Una O'Connor : Harriet
- Herbert Evans : Jeffries
- Louise Beavers : Lindy
- Ernest Whitman : Oncle Jasper
- Lester Matthews : Gerald Warren
- Jason Robards Sr. : Matthews (non crédité)